# Nokere Koerse 2014
La 68e édition de la Nokere Koerse a eu lieu le 19 mars 2014. La course fait partie du calendrier UCI Europe Tour 2014 en catégorie 1.1.

## Présentation

### Équipes
Classée en catégorie 1.1 de l'UCI Europe Tour, la Nokere Koerse est par conséquent ouverte aux UCI ProTeams dans la limite de 50 % des équipes participantes, aux équipes continentales professionnelles, aux équipes continentales et aux équipes nationales.
L'organisateur a communiqué une liste de vingt équipes invitées le 31 janvier 2014 avant d'en ajouter cinq lors de la présentation de l'épreuve le 6 mars 2014. Vingt-cinq équipes participent à cette Nokere Koerse - sept ProTeams, dix équipes continentales professionnelles et huit équipes continentales :
| UCI ProTeams            | UCI ProTeams | UCI ProTeams |
| Nom de l'équipe         | Pays         | Code         |
| ----------------------- | ------------ | ------------ |
| Belkin                  | Pays-Bas     | BEL          |
| BMC Racing              | États-Unis   | BMC          |
| FDJ.fr                  | France       | FDJ          |
| Giant-Shimano           | Pays-Bas     | GIA          |
| Lotto-Belisol           | Belgique     | LTB          |
| Omega Pharma-Quick Step | Belgique     | OPQ          |
| Sky                     | Royaume-Uni  | SKY          |

| Équipes continentales professionnelles | Équipes continentales professionnelles | Équipes continentales professionnelles |
| Nom de l'équipe                        | Pays                                   | Code                                   |
| -------------------------------------- | -------------------------------------- | -------------------------------------- |
| Androni Giocattoli-Venezuela           | Italie                                 | AND                                    |
| Bretagne-Séché Environnement           | France                                 | BSE                                    |
| Caja Rural-Seguros RGA                 | Espagne                                | CJR                                    |
| CCC Polsat Polkowice                   | Pologne                                | CCC                                    |
| Cofidis                                | France                                 | COF                                    |
| MTN-Qhubeka                            | Afrique du Sud                         | MTN                                    |
| NetApp-Endura                          | Allemagne                              | TNE                                    |
| Topsport Vlaanderen-Baloise            | Belgique                               | TSV                                    |
| UnitedHealthcare                       | États-Unis                             | UHC                                    |
| Wanty-Groupe Gobert                    | Belgique                               | WGG                                    |

| Équipes continentales                     | Équipes continentales | Équipes continentales |
| Nom de l'équipe                           | Pays                  | Code                  |
| ----------------------------------------- | --------------------- | --------------------- |
| 3M                                        | Belgique              | MMM                   |
| An Post-ChainReaction                     | Irlande               | SKT                   |
| Josan-To Win                              | Belgique              | JTW                   |
| Kuota                                     | Allemagne             | TKG                   |
| Roubaix Lille Métropole                   | France                | RLM                   |
| Vastgoedservice-Golden Palace Continental | Belgique              | VGS                   |
| Veranclassic-Doltcini                     | Belgique              | VER                   |
| Verandas Willems                          | Belgique              | WIL                   |
| Wallonie-Bruxelles                        | Belgique              | WBC                   |

## Classement final
|    | Coureur          | Pays        | Équipe                      |    | Temps           |
| -- | ---------------- | ----------- | --------------------------- | -- | --------------- |
| 1  | Kenny Dehaes     | Belgique    | Lotto-Belisol               | en | 4 h 21 min 39 s |
| 2  | Tom Van Asbroeck | Belgique    | Topsport Vlaanderen-Baloise | +  | m.t             |
| 3  | Nacer Bouhanni   | France      | FDJ.fr                      |    | m.t             |
| 4  | Gert Steegmans   | Belgique    | Omega Pharma-Quick Step     |    | m.t             |
| 5  | Andrew Fenn      | Royaume-Uni | Omega Pharma-Quick Step     |    | m.t             |
| 6  | Scott Thwaites   | Royaume-Uni | NetApp-Endura               |    | m.t             |
| 7  | Klaas Lodewyck   | Belgique    | BMC Racing                  |    | m.t             |
| 8  | Ben Swift        | Royaume-Uni | Sky                         |    | m.t             |
| 9  | Jempy Drucker    | Luxembourg  | Wanty-Groupe Gobert         |    | m.t             |
| 10 | Barry Markus     | Pays-Bas    | Belkin                      |    | m.t             |

## Liste des participants
- Liste de départ complète

| Légende | Légende                                                                    | Légende | Légende                                                    |
| ------- | -------------------------------------------------------------------------- | ------- | ---------------------------------------------------------- |
| Num     | Dossard de départ porté par le coureur sur cette Nokere Koerse             | Pos     | Position à l'arrivée de la course                          |
|         | Indique un maillot de champion national ou mondial, suivi de sa spécialité | NP      | Indique un coureur qui n'a pas pris le départ de la course |
| AB      | Indique un coureur qui n'a pas terminé la course                           | HD      | Indique un coureur qui a terminé la course hors des délais |

| Omega Pharma-Quick Step OPQ | Omega Pharma-Quick Step OPQ    | Omega Pharma-Quick Step OPQ |
| --------------------------- | ------------------------------ | --------------------------- |
| Num                         | Coureur                        | Pos                         |
| 1                           | Julian Alaphilippe (FRA)       | 133e                        |
| 2                           | Andrew Fenn (GBR)              | 5e                          |
| 3                           | Iljo Keisse (BEL)              | 85e                         |
| 4                           |                                |                             |
| 5                           | Gert Steegmans (BEL)           | 4e                          |
| 6                           | Guillaume Van Keirsbulck (BEL) | 44e                         |
| 7                           | Martin Velits (SVK)            | 70e                         |
| 8                           |                                |                             |

| Lotto-Belisol LTB | Lotto-Belisol LTB         | Lotto-Belisol LTB |
| ----------------- | ------------------------- | ----------------- |
| Num               | Coureur                   | Pos               |
| 11                | Vegard Breen (NOR)        | 131e              |
| 12                | Stig Broeckx (BEL)        | 127e              |
| 13                | Sean De Bie (BEL)         | AB                |
| 14                | Kenny Dehaes (BEL)        | 14e               |
| 15                | Boris Vallée (BEL)        | 52e               |
| 16                | Tosh Van der Sande (BEL)  | 94e               |
| 17                | Dennis Vanendert (BEL)    | 140e              |
| 18                | Jonas Van Genechten (BEL) | 126e              |

| FDJ.fr FDJ | FDJ.fr FDJ                     | FDJ.fr FDJ |
| ---------- | ------------------------------ | ---------- |
| Num        | Coureur                        | Pos        |
| 21         | Nacer Bouhanni (FRA)           | 3e         |
| 22         | Sébastien Chavanel (FRA)       | 122e       |
| 23         | Arnaud Courteille (FRA)        | AB         |
| 24         | Johan Le Bon (FRA)             | AB         |
| 25         | Pierre-Henri Lecuisinier (FRA) | AB         |
| 26         | Laurent Mangel (FRA)           | AB         |
| 27         | Jussi Veikkanen (FIN) (Route)  | AB         |
| 28         | Geoffrey Soupe (FRA)           | 123e       |

| Sky SKY | Sky SKY                  | Sky SKY |
| ------- | ------------------------ | ------- |
| Num     | Coureur                  | Pos     |
| 31      | Ian Boswell (USA)        | 138e    |
| 32      | Joshua Edmondson (GBR)   | 102e    |
| 33      | Sebastián Henao (COL)    | 65e     |
| 34      | Salvatore Puccio (ITA)   | 40e     |
| 35      | Gabriel Rasch (NOR)      | 101e    |
| 36      | Luke Rowe (GBR)          | 137e    |
| 37      | Christopher Sutton (AUS) | 66e     |
| 38      | Ben Swift (GBR)          | 8e      |

| Belkin BEL | Belkin BEL               | Belkin BEL |
| ---------- | ------------------------ | ---------- |
| Num        | Coureur                  | Pos        |
| 41         | Jack Bobridge (AUS)      | AB         |
| 42         | Jetse Bol (NED)          | 18e        |
| 43         | Martijn Keizer (NED)     | 97e        |
| 44         | Barry Markus (NED)       | 10e        |
| 45         | Paul Martens (GER)       | 114e       |
| 46         | Laurens ten Dam (NED)    | 135e       |
| 47         | Nick van der Lijke (NED) | 88e        |
| 48         | Dennis van Winden (NED)  | AB         |

| Giant-Shimano GIA | Giant-Shimano GIA     | Giant-Shimano GIA |
| ----------------- | --------------------- | ----------------- |
| Num               | Coureur               | Pos               |
| 51                | Jonas Ahlstrand (SWE) | 32e               |
| 52                | Lawson Craddock (USA) | 112e              |
| 53                | Chad Haga (USA)       | 99e               |
| 54                | Ji Cheng (CHN)        | AB                |
| 55                | Loh Sea Keong (MAS)   | 109e              |
| 56                | Luka Mezgec (SLO)     | 42e               |
| 57                | Thomas Peterson (USA) | AB                |
| 58                |                       |                   |

| BMC Racing BMC | BMC Racing BMC         | BMC Racing BMC |
| -------------- | ---------------------- | -------------- |
| Num            | Coureur                | Pos            |
| 61             |                        |                |
| 62             | Silvan Dillier (SUI)   | 60e            |
| 63             | Martin Kohler (SUI)    | 121e           |
| 64             | Sebastian Lander (DEN) | 46e            |
| 65             | Klaas Lodewyck (BEL)   | 7e             |
| 66             | Daniel Oss (ITA)       | AB             |
| 67             |                        |                |
| 68             | Rick Zabel (GER)       | 92e            |

| Topsport Vlaanderen-Baloise TSV | Topsport Vlaanderen-Baloise TSV | Topsport Vlaanderen-Baloise TSV |
| ------------------------------- | ------------------------------- | ------------------------------- |
| Num                             | Coureur                         | Pos                             |
| 71                              | Tim Declercq (BEL)              | 84e                             |
| 72                              | Yves Lampaert (BEL)             | 93e                             |
| 73                              | Eliot Lietaer (BEL)             | 81e                             |
| 74                              | Thomas Sprengers (BEL)          | 80e                             |
| 75                              | Tom Van Asbroeck (BEL)          | 2e                              |
| 76                              | Gijs Van Hoecke (BEL)           | 86e                             |
| 77                              | Michael Van Staeyen (BEL)       | 14e                             |
| 78                              | Jelle Wallays (BEL)             | 116e                            |

| Wanty-Groupe Gobert WGG | Wanty-Groupe Gobert WGG   | Wanty-Groupe Gobert WGG |
| ----------------------- | ------------------------- | ----------------------- |
| Num                     | Coureur                   | Pos                     |
| 81                      | Jérôme Baugnies (BEL)     | AB                      |
| 82                      | Jempy Drucker (LUX)       | 9e                      |
| 83                      | Grégory Habeaux (BEL)     | 134e                    |
| 84                      | Michel Kreder (NED)       | 49e                     |
| 85                      | Danilo Napolitano (ITA)   | 26e                     |
| 86                      | Fréderique Robert (BEL)   | 146e                    |
| 87                      | James Vanlandschoot (BEL) | 15e                     |
| 88                      | Frederik Veuchelen (BEL)  | 145e                    |

| Caja Rural-Seguros RGA CJR | Caja Rural-Seguros RGA CJR    | Caja Rural-Seguros RGA CJR |
| -------------------------- | ----------------------------- | -------------------------- |
| Num                        | Coureur                       | Pos                        |
| 91                         | Ramón Domene (ESP)            | NP                         |
| 92                         | Karol Domagalski (POL)        | 111e                       |
| 93                         | Rubén Fernández Andújar (ESP) | 74e                        |
| 94                         | Fabricio Ferrari (URU)        | 59e                        |
| 95                         | Omar Fraile (ESP)             | 132e                       |
| 96                         | Fernando Grijalba (ESP)       | 48e                        |
| 97                         | Lluís Mas (ESP)               | 95e                        |
| 98                         | Antonio Molina (ESP)          | 61e                        |

| Bretagne-Séché Environnement BSE | Bretagne-Séché Environnement BSE | Bretagne-Séché Environnement BSE |
| -------------------------------- | -------------------------------- | -------------------------------- |
| Num                              | Coureur                          | Pos                              |
| 101                              | Jean-Marc Bideau (FRA)           | AB                               |
| 102                              | Erwann Corbel (FRA)              | 45e                              |
| 103                              | Arnaud Gérard (FRA)              | 83e                              |
| 104                              | Benoît Jarrier (FRA)             | 100e                             |
| 105                              | Clément Koretzky (FRA)           | 51e                              |
| 106                              |                                  |                                  |
| 107                              | Benjamin Le Montagner (FRA)      | AB                               |
| 108                              | Pierre-Luc Périchon (FRA)        | 55e                              |

| Kuota TKG | Kuota TKG             | Kuota TKG |
| --------- | --------------------- | --------- |
| Num       | Coureur               | Pos       |
| 111       | Nathan Müller (GER)   | AB        |
| 112       | André Benoit (GER)    | AB        |
| 113       | Jonas Rapp (GER)      | AB        |
| 114       | Micha Glowatzki (GER) | AB        |
| 115       | Florian Monreal (GER) | AB        |
| 116       | Felix Schönbach (GER) | NP        |
| 117       |                       |           |
| 118       |                       |           |

| NetApp-Endura TNE | NetApp-Endura TNE         | NetApp-Endura TNE |
| ----------------- | ------------------------- | ----------------- |
| Num               | Coureur                   | Pos               |
| 121               | Jan Bárta (CZE) (Route)   | 57e               |
| 122               | Blaž Jarc (SLO)           | 107e              |
| 123               | Ralf Matzka (GER)         | 39e               |
| 124               | Jonathan McEvoy (GBR)     | 20e               |
| 125               | František Padour (CZE)    | 67e               |
| 126               | Daniel Schorn (AUT)       | 31e               |
| 127               | Michael Schwarzmann (GER) | 147e              |
| 128               | Scott Thwaites (GBR)      | 6e                |

| Androni Giocattoli-Venezuela AND | Androni Giocattoli-Venezuela AND | Androni Giocattoli-Venezuela AND |
| -------------------------------- | -------------------------------- | -------------------------------- |
| Num                              | Coureur                          | Pos                              |
| 131                              | Marco Bandiera (ITA)             | 131e                             |
| 132                              | Matteo Di Serafino (ITA)         | AB                               |
| 133                              | Patrick Facchini (ITA)           | 69e                              |
| 134                              |                                  |                                  |
| 135                              | Alessio Taliani (ITA)            | 119e                             |
| 136                              | Nicola Testi (ITA)               | AB                               |
| 137                              | Andrea Zordan (ITA)              | 120e                             |
| 138                              |                                  |                                  |

| CCC Polsat Polkowice CCC | CCC Polsat Polkowice CCC  | CCC Polsat Polkowice CCC |
| ------------------------ | ------------------------- | ------------------------ |
| Num                      | Coureur                   | Pos                      |
| 141                      | Paweł Charucki (POL)      | AB                       |
| 142                      | Tomasz Kiendyś (POL)      | 77e                      |
| 143                      | Adrian Kurek (POL)        | 76e                      |
| 144                      | Jarosław Marycz (POL)     | 43e                      |
| 145                      | Bartłomiej Matysiak (POL) | 17e                      |
| 146                      | Piotr Gawroński (POL)     | AB                       |
| 147                      | Jacek Morajko (POL)       | 72e                      |
| 148                      | Grzegorz Stępniak (POL)   | 108e                     |

| MTN-Qhubeka MTN | MTN-Qhubeka MTN         | MTN-Qhubeka MTN |
| --------------- | ----------------------- | --------------- |
| Num             | Coureur                 | Pos             |
| 151             | Bradley Potgieter (RSA) | AB              |
| 152             | Youcef Reguigui (ALG)   | 75e             |
| 153             | Martin Reimer (GER)     | 33e             |
| 154             | Songezo Jim (RSA)       | 117e            |
| 155             |                         |                 |
| 156             | Johann van Zyl (RSA)    | 98e             |
| 157             |                         |                 |
| 158             |                         |                 |

| UnitedHealthcare UHC | UnitedHealthcare UHC     | UnitedHealthcare UHC |
| -------------------- | ------------------------ | -------------------- |
| Num                  | Coureur                  | Pos                  |
| 161                  | Alessandro Bazzana (ITA) | 16e                  |
| 162                  | Marc de Maar (NED)       | 90e                  |
| 163                  | Davide Frattini (ITA)    | 148e                 |
| 164                  | Robert Förster (GER)     | 37e                  |
| 165                  | Ken Hanson (USA)         | 78e                  |
| 166                  | Christopher Jones (USA)  | AB                   |
| 167                  | Martijn Maaskant (NED)   | 21e                  |
| 168                  | Daniel Summerhill (USA)  | 130e                 |

| 3M MMM | 3M MMM                    | 3M MMM |
| ------ | ------------------------- | ------ |
| Num    | Coureur                   | Pos    |
| 171    | Jaap de Man (NED)         | 104e   |
| 172    | Tom Devriendt (BEL)       | 12e    |
| 173    | Gerry Druyts (BEL)        | 36e    |
| 174    | Egidijus Juodvalkis (LTU) | 22e    |
| 175    | Joren Segers (BEL)        | 87e    |
| 176    | Timothy Stevens (BEL)     | 41e    |
| 177    | Tim Vanspeybroeck (BEL)   | 143e   |
| 178    | Stef Van Zummeren (BEL)   | 144e   |

| Vastgoedservice-Golden Palace Continental VGS | Vastgoedservice-Golden Palace Continental VGS | Vastgoedservice-Golden Palace Continental VGS |
| --------------------------------------------- | --------------------------------------------- | --------------------------------------------- |
| Num                                           | Coureur                                       | Pos                                           |
| 181                                           | Sander Cordeel (BEL)                          | 113e                                          |
| 182                                           | Kurt Geysen (BEL)                             | 103e                                          |
| 183                                           | Kevin Hulsmans (BEL)                          | AB                                            |
| 184                                           | Sam Lennertz (BEL)                            | 30e                                           |
| 185                                           | Kevin Peeters (BEL)                           | 24e                                           |
| 186                                           | Rob Ruijgh (NED)                              | 56e                                           |
| 187                                           | Alphonse Vermote (BEL)                        | 54e                                           |
| 188                                           | Nick Wynants (BEL)                            | 115e                                          |

| Veranclassic-Doltcini VER | Veranclassic-Doltcini VER | Veranclassic-Doltcini VER |
| ------------------------- | ------------------------- | ------------------------- |
| Num                       | Coureur                   | Pos                       |
| 191                       | Steve Bekaert (BEL)       | AB                        |
| 192                       | Giorgio Brambilla (ITA)   | 27e                       |
| 193                       | Kévin Verwaest (BEL)      | 79e                       |
| 194                       | Gorik Gardeyn (BEL)       | 28e                       |
| 195                       | Tom Goovaerts (BEL)       | 96e                       |
| 196                       | Wouter Mol (NED)          | AB                        |
| 197                       | Sébastien Rosseler (BEL)  | AB                        |
| 198                       | Joeri Stallaert (BEL)     | 50e                       |

| Verandas Willems WIL | Verandas Willems WIL        | Verandas Willems WIL |
| -------------------- | --------------------------- | -------------------- |
| Num                  | Coureur                     | Pos                  |
| 201                  | Gaëtan Bille (BEL)          | 118e                 |
| 202                  | Emiel Wastyn (BEL)          | 139e                 |
| 203                  | Jean-Albert Carnevali (BEL) | 64e                  |
| 204                  | Jelle Mannaerts (BEL)       | 38e                  |
| 205                  | Olivier Pardini (BEL)       | 62e                  |
| 206                  | Michael Goolaerts (BEL)     | 53e                  |
| 207                  | Nicolas Vereecken (BEL)     | 29e                  |
| 208                  | Niels Vandyck (BEL)         | 141e                 |

| Wallonie-Bruxelles WBC | Wallonie-Bruxelles WBC   | Wallonie-Bruxelles WBC |
| ---------------------- | ------------------------ | ---------------------- |
| Num                    | Coureur                  | Pos                    |
| 211                    | Frédéric Amorison (BEL)  | 125e                   |
| 212                    | Antoine Demoitié (BEL)   | 11e                    |
| 213                    | Jonathan Dufrasne (BEL)  | 110e                   |
| 214                    | Florent Mottet (BEL)     | 19e                    |
| 215                    | Loïc Pestiaux (BEL)      | AB                     |
| 216                    | Robin Stenuit (NED)      | 129e                   |
| 217                    | Julien Stassen (BEL)     | 124e                   |
| 218                    | Christophe Prémont (BEL) | 47e                    |

| Roubaix Lille Métropole RLM | Roubaix Lille Métropole RLM | Roubaix Lille Métropole RLM |
| --------------------------- | --------------------------- | --------------------------- |
| Num                         | Coureur                     | Pos                         |
| 221                         | Timothy Dupont (BEL)        | 13e                         |
| 222                         | Julien Duval (FRA)          | 91e                         |
| 223                         | Rudy Kowalski (FRA)         | AB                          |
| 224                         | Jean-Lou Paiani (FRA)       | 106e                        |
| 225                         | Baptiste Planckaert (BEL)   | NP                          |
| 226                         | Romain Pillon (FRA)         | AB                          |
| 227                         | Maxime Vantomme (BEL)       | 35e                         |
| 228                         | Franck Vermeulen (FRA)      | 128e                        |

| An Post-ChainReaction SKT | An Post-ChainReaction SKT | An Post-ChainReaction SKT |
| ------------------------- | ------------------------- | ------------------------- |
| Num                       | Coureur                   | Pos                       |
| 231                       | Marcus Christie (IRL)     | AB                        |
| 232                       | Kevin Claeys (BEL)        | AB                        |
| 233                       | Sean Downey (IRL)         | 25e                       |
| 234                       | Conor Dunne (IRL)         | 142e                      |
| 235                       | Wout Franssen (BEL)       | 89e                       |
| 236                       | Mark McNally (GBR)        | 73e                       |
| 237                       | Laurent Vanden Bak (BEL)  | 105e                      |
| 238                       | Jack Wilson (IRL)         | 71e                       |

| Josan-To Win JTW | Josan-To Win JTW       | Josan-To Win JTW |
| ---------------- | ---------------------- | ---------------- |
| Num              | Coureur                | Pos              |
| 241              | Dries De Bondt (BEL)   | 136e             |
| 242              | Angelo De Clercq (BEL) | 34e              |
| 243              | Niels De Rooze (BEL)   | 63e              |
| 244              | Dirk Finders (GER)     | 82e              |
| 245              | Fabio Polazzi (BEL)    | AB               |
| 246              | Niels Reynvoet (BEL)   | 58e              |
| 247              | Robin Venneman (BEL)   | AB               |
| 248              | Benjamin Verraes (BEL) | 68e              |